# セルロース分解菌
セルロース分解菌（セルロースぶんかいきん）とは、セルロースを化学分解する酵素（セルラーゼ）持つ菌である。

## 概要
セルロース分解菌は土壌やシロアリの体内などに普遍的に存在する。セルロースを糖などに分解する。

## 用途
バイオマスからセルロースを分離し、セルロースを酵素を用いて糖分に分解し、微生物によってアルコール変換する。第二世代バイオ燃料として期待される。セルロース系バイオマスからのエタノール生産に関しては、地球環境産業技術研究機構と本田技術研究所がコアとなる製造技術を発表していたり（参考：アルコール燃料）、独立行政法人産業技術総合研究所が実証実験を行ったりしている。米国でも、ブッシュ大統領がスイッチグラスという草を利用したバイオエタノールの生産について一般教書演説等で何度も言及をし、予算をつけている。エタノール燃料を大規模に導入するためには、セルロースからのエタノール製造が必要になるのはほぼ確実であるとサイエンス誌にも記事が掲載されている。セルロースの加水分解による糖化処理が必要でこれまではセルラーゼや亜臨界水を使用してセルロースを加水分解してきたが、メリーランド大学カレッジパーク校のSteve Hutcheson はチェサピーク湾の沼地で発見されたバクテリア(サッカロファガス デグラダンス）が強力なセルロース細胞壁の分解能を有する事を突き止めた。Zymetis社ではさらに効率よく糖に変更するために遺伝子を組み換えて、72時間で1トンのセルロースバイオマスを糖に変換できる事を実証した。
シロアリの消化器官内の共生菌によるセルロース分解プロセスがバイオマスエタノールの製造に役立つ事が期待され、琉球大学や理化学研究所等で研究が進められる。